# Негативний утилітаризм
Негативний утилітаризм — одна з етичних теорій, яка, як і інші варіанти утилітаризму, оцінює моральні вчинки на основі їх наслідків. На відміну від класичного або позитивного утилітаризму, в основі якого лежить максимізація щастя, негативний утилітаризм акцентує на мінімізації страждань. Згідно з теорією, дія вважається морально правильною, якщо вона призводить до меншої кількості страждань, ніж альтернативні дії. Інші цілі та блага (як максимізація щастя в класичному утилітаризмі) мають другорядне значення.

## Види негативного утилітаризму
Існує багато видів негативного утилітаризму. Вони відрізняються між собою тим, яке значення вони надають позитивному досвіду (щастю) в порівнянні з негативним досвідом (стражданням). Сильні варіанти негативного утилітаризму вважають етично значущими лише страждання, тоді як слабкі форми негативного утилітаризму також надають певної ваги позитивному самопочуттю, але вважають страждання більш важливими. Крім того, розрізняють також варіанти, які фокусуються на негативних переживаннях (стражданнях), та преференційний утилітаризм або антифрустраціонізм, в основі яких лежить порушення інтересів. На відміну від класичного преференційного утилітаризму, в негативному преференційному утилітаризмі метою є мінімізація порушень інтересів, натомість їх здійсненню не надається ніякого або лише невелике значення.
Також існує точка зору, що на практиці часто легше допомогти тим особам, які перебувають у найгіршому становищі, і тому зменшення їх страждань є більш пріоритетним завданням. Зробити людину щасливішою ніж вона є може бути дуже складно, а усунення або зменшення її страждань може бути конкретною і практично здійсненною політичною метою. Це називається пріоритетаризм.
Існують інтенсивні величини, як, наприклад, концентрація, і екстенсивні, наприклад кількість. На відміну від екстенсивних змінних, інтенсивні не є адитивними. Тому людина із сильними почуттям страждання має етичний пріоритет перед багатьма людьми зі слабким почуттям страждання, хоча останні за сумарною кількістю цього почуття будуть мати перевагу. Також можна сказати, що ця кількість страждань розподіляється на кількість людей, отже, для кожної людини окремо інтенсивність страждань стає меншою.